# Río Niva

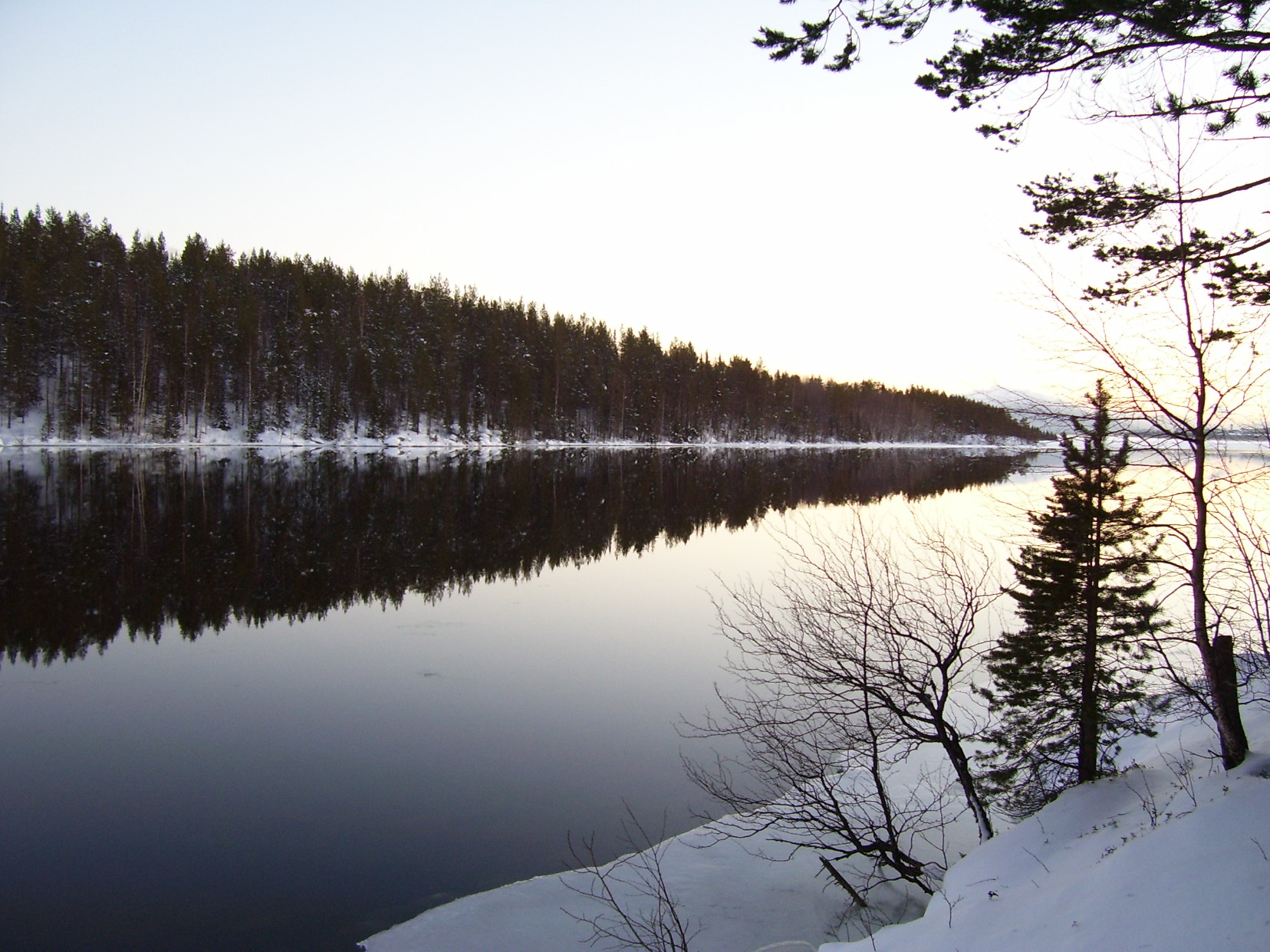
Vista de las aguas tranquilas del río Niva

El río Niva (del ruso: Нива), en sami septentrional: Njavejohka es una río en el óblast de Múrmansk en el noroeste de Rusia. El río nace del lago Imandra y fluye hacia el sur desembocando en el golfo de Kandalakcha en el mar Blanco. La ciudad Kandalakcha se encuentra en su desagüe. Entre 1936 y 1954 tres plantas hidroeléctricas fueron construidas en el río Niva sumando a una capacidad máxima de 240 MW y una producción anual de 1390 GWh.
- Datos: Q1075158
- Multimedia: Niva River / Q1075158